# Алпепијана (Ђенова)
Алпепијана је насеље у Италији у округу Ђенова, региону Лигурија.
Према процени из 2011. у насељу је живело 71 становника. Насеље се налази на надморској висини од 870 м.